# ماغنوس ميلر موراي
ماغنوس ميلر موراي (بالإنجليزية: Magnus Miller Murray) هو محامي وسياسي أمريكي، ولد في 22 فبراير 1787 في فيلادلفيا في الولايات المتحدة، وتوفي في 4 مارس 1838. انتخب عمدة بيتسبرغ (يناير 1831 – يناير 1832) وانتخب عمدة بيتسبرغ (يناير 1828 – يناير 1830).